# Goniothalamus velutinus
Goniothalamus velutinus là loài thực vật có hoa thuộc họ Na. Loài này được Airy Shaw mô tả khoa học đầu tiên năm 1939.